# Youyu
Youyu léase Yóu-Yu (en chino:右玉县, pinyin:Yòuyù xiàn) es un condado bajo la administración directa de la ciudad-prefectura de Shuozhou. Se ubica al  norte de la provincia de Shanxi, este de la República Popular China. Su área es de 1965 km² y su población total para 2010 fue de +100 mil habitantes.

## Administración
El condado de Youyu se divide en 10 pueblos que se administran en 4 poblados y 6 villas.